# Histoire d'un crime (film, 1901)

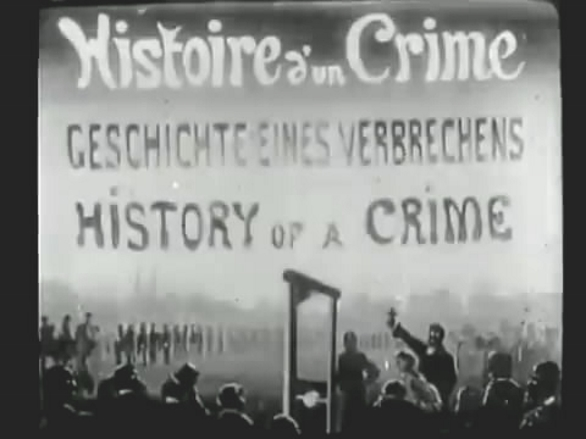
Affiche du film Histoire d'un crime (1901)

Histoire d'un crime (parfois intitulé L'Histoire d'un crime) est un film français réalisé par Ferdinand Zecca, sorti en 1901.

## Synopsis
S'introduisant la nuit dans une banque, un cambrioleur poignarde le caissier-gardien. On l'arrête en compagnie de courtisanes alors qu'il dilapide l'argent dérobé. À la morgue, devant le cadavre du caissier, il tombe à genoux et demande pardon. Dans sa cellule, il dort sur un châlit et trois souvenirs importants de sa vie apparaissent successivement sur le mur : 1/ Encore enfant, sa mère l'accompagne dans la menuiserie paternelle où son père l’embrasse affectueusement. 2/ Adolescent, apprenti, il prend place à la table familiale après avoir embrassé ses parents. 3/ Adulte, il perd son salaire dans un café en le jouant aux cartes avec un tricheur. Furieux de sa déveine, il voit entrer un homme qui commande une liqueur en exhibant pour payer une bourse bien garnie. Le futur assassin lui emboîte le pas à sa sortie. Le flash-back s'estompe sur le mur. La porte de la cellule s’ouvre alors, laissant passer un prêtre et cinq hommes en redingote, l’air sévère, qui réveillent le prisonnier et sortent avec lui. Il est ligoté, ses cheveux tondus sur le cou, sa chemise ouverte, exhorté par le prêtre qui brandit un crucifix. Emmené dans une cour où se dressent les bois de la guillotine, il est exécuté.

## Fiche technique
- Titre : Histoire d'un crime ou L'Histoire d'un crime
- Réalisation : Ferdinand Zecca
- Scénario : Ferdinand Zecca
- Photographie : Ferdinand Zecca
- Décors de plateau : Ferdinand Zecca
- Production : Pathé
- Distribution : Pathé, en France et aux États-Unis (avec Edison Manufacturing Company)
- Durée : 5 minutes (109,73 mètres[3])
- Format : Noir et blanc - film muet - 1,33:1
- Dates de sortie :
  - France : Mai 1901
  - États-Unis : Mai 1902

## Distribution
Source principale : Internet Movie Database.
- Jean Liézer
- Bretteau
- Ferdinand Zecca

## Critique
- Georges Franju :

« Le tragi-comique de Zecca était à la fois naïf, débridé, primitif et nouveau, d'un genre alors inidentifié. Un jour, on lui donnera un nom : humour noir. »

## Autour du film
- Dans Histoire d'un crime, Ferdinand Zecca réalise le premier flash-back du cinéma[1]. Il en profite pour faire une ellipse temporelle, figure de style rarement utilisée à l'époque, éliminant le procès de l'assassin, passant de son repentir devant la dépouille de la victime à sa dernière nuit avant l'exécution.
- Contrairement à ce qui est le plus souvent écrit dans les histoires du cinéma, les trois plans d'anamnèse de Histoire d'un crime ne sont amenés ni par une surimpression ou un cache fixe (réserve noire non impressionnée), ni par une "transparence" (rétro-projection, une technique apparue dans les années 1930). Ferdinand Zecca, créateur de ses propres décors, a construit au-dessus du châlit du condamné, derrière lui, une niche qui est découverte à la place de la toile peinte représentant le mur, par le truquage à la Méliès de "l'arrêt de caméra". Dans cette niche, en fait un plancher praticable surélevé, chaque décor apparaît successivement, et les comédiens jouent sur les planches. Entre les souvenirs, un arrêt de caméra permet les changements de décor et de comédiens nécessaires, et, à la fin du troisième souvenir, la toile peinte est remise pour cacher la niche, à l'occasion d'un dernier arrêt de caméra[2].
- À sa sortie en 1901, Zecca fut accusé par Louis Feuillade d'avoir commis un plagiat en lui volant l'idée de faire une adaptation du roman de Victor Hugo[réf. souhaitée]. L'affaire n'eut droit à aucune suite.